# Craspedosis castellata
Craspedosis castellata är en fjärilsart som beskrevs av W. Warren 1898. Craspedosis castellata ingår i släktet Craspedosis och familjen mätare. Inga underarter finns listade i Catalogue of Life.